# Troisième circonscription de Saône-et-Loire
La troisième circonscription de Saône-et-Loire est l'une des cinq circonscriptions législatives que compte le département français de Saône-et-Loire (71), situé en région Bourgogne-Franche-Comté.
Elle est représentée à l'Assemblée nationale, lors de la XVIIe législature de la Cinquième République, par Aurélien Dutremble, député Rassemblement national (RN).

## Description géographique et démographique

### De 1958 à 1986
La troisième circonscription de Saône-et-Loire est anciennement composée des :
- canton d'Autun ;
- canton de Couches-les-Mines ;
- canton du Creusot ;
- canton d'Épinac-les-Mines ;
- canton d'Issy-l'Évêque ;
- canton de Lucenay-l'Évêque ;
- canton de Mesvres ;
- canton de Montcenis ;
- canton de Saint-Léger-sous-Beuvray.

Source : Journal officiel du 14-15 octobre 1958.

### Depuis 1988
La troisième circonscription de Saône-et-Loire est délimitée par le découpage électoral de la loi n°86-1197 du 24 novembre 1986 ; elle regroupe les divisions administratives suivantes : 
- canton d'Autun-Nord ;
- canton d'Autun-Sud ;
- canton du Creusot-Est ;
- canton du Creusot-Ouest ;
- canton d'Épinac ;
- canton d'Issy-l'Évêque ;
- canton de Lucenay-l'Évêque ;
- canton de Mesvres ;
- canton de Saint-Léger-sous-Beuvray.

Le redécoupage effectué à l'occasion des élections législatives de 2012 ajoute deux cantons à cette circonscription : le canton de Givry, issu de la 5e circonscription, et celui de Verdun-sur-le-Doubs, issu de la 6e circonscription, abolie.
D'après le recensement général de la population en 1999, réalisé par l'Institut national de la statistique et des études économiques (INSEE), la population totale de cette circonscription est estimée à 93 160 habitants,.

## Historique des députations
| Législature | Début de mandat | Fin de mandat  | Député                           | Parti politique           | Observations                                                                           |
| ----------- | --------------- | -------------- | -------------------------------- | ------------------------- | -------------------------------------------------------------------------------------- |
| IXe         | 23 juin 1988    | 1er avril 1993 | André Billardon,                 | PS,                       |                                                                                        |
| Xe          | 2 avril 1993    | 21 avril 1997  | Jean-Paul Anciaux,               | RPR,                      | Mandat écourté à la suite d'une dissolution parlementaire décidée par Jacques Chirac.  |
| XIe         | 12 juin 1997    | 18 juin 2002   | André Billardon,                 | PS,                       |                                                                                        |
| XIIe        | 19 juin 2002    | 19 juin 2007   | Jean-Paul Anciaux,               | UMP,                      |                                                                                        |
| XIIIe       | 20 juin 2007    | 19 juin 2012   | Jean-Paul Anciaux,               | UMP,                      |                                                                                        |
| XIVe        | 20 juin 2012    | 20 juin 2017   | Philippe Baumel                  | PS                        |                                                                                        |
| XVe         | 21 juin 2017    | 21 juin 2022   | Rémy Rebeyrotte[réf. nécessaire] | LREM-TdP[réf. nécessaire] |                                                                                        |
| XVIe        | 22 juin 2022    | 9 juin 2024    | Rémy Rebeyrotte                  | RE                        | Mandat écourté à la suite d'une dissolution parlementaire décidée par Emmanuel Macron. |
| XVIIe       | 8 juillet 2024  | En cours       | Aurélien Dutremble               | RN                        |                                                                                        |

## Historique des élections

### Élections de 1958
|                | Jean-François Garnier élu | UNR            | 25 262 | 53,83  |  |  |  |
|                | André Vuillien            | PCF            | 10 709 | 22,82  |  |  |  |
|                | Henri Duployer            | SFIO           | 3 886  | 8,28   |  |  |  |
|                | Jean-François Nomblot     | Modérés        | 3 091  | 6,59   |  |  |  |
|                | Romain Rousselin          | Extrême droite | 3 045  | 6,49   |  |  |  |
|                | Jean-Baptiste Florant     | Modérés        | 937    | 2      |  |  |  |
|                |                           |                |        |        |  |  |  |
| Inscrits       | Inscrits                  | Inscrits       | 63 864 | 100,00 |  |  |  |
| Abstentions    | Abstentions               | Abstentions    | 15 971 | 25,01  |  |  |  |
| Votants        | Votants                   | Votants        | 47 893 | 74,99  |  |  |  |
| Blancs et nuls | Blancs et nuls            | Blancs et nuls | 963    | 2,01   |  |  |  |
| Exprimés       | Exprimés                  | Exprimés       | 46 930 | 97,99  |  |  |  |

Le suppléant de Jean-François Garnier était Pierre Baron, docteur en médecine, Vice-Président du Conseil général, adjoint au maire d'Autun.

### Élections de 1962
| Candidat       | Candidat              | Parti          | Premier tour | Premier tour | Second tour | Second tour |  |
| Candidat       | Candidat              | Parti          | Voix         | %            | Voix        | %           |  |
| -------------- | --------------------- | -------------- | ------------ | ------------ | ----------- | ----------- |  |
|                | Jean Garnier sortant  | UNR-UDT        | 18 976       | 46,05        | 20 469      | 45,54       |  |
|                | Gabriel Bouthière élu | Radsoc         | 10 788       | 26,18        | 24 482      | 54,46       |  |
|                | André Vuillien        | PCF            | 10 401       | 25,24        | Retrait     | Retrait     |  |
|                | Paul Vahé             | UFF            | 1 038        | 2,52         |             |             |  |
|                |                       |                |              |              |             |             |  |
| Inscrits       | Inscrits              | Inscrits       | 62 795       | 100,00       | 62 784      | 100,00      |  |
| Abstentions    | Abstentions           | Abstentions    | 20 443       | 32,56        | 16 892      | 26,9        |  |
| Votants        | Votants               | Votants        | 42 352       | 67,44        | 45 892      | 73,1        |  |
| Blancs et nuls | Blancs et nuls        | Blancs et nuls | 1 149        | 2,71         | 941         | 2,05        |  |
| Exprimés       | Exprimés              | Exprimés       | 41 203       | 97,29        | 44 951      | 97,95       |  |

Le suppléant de Gabriel Bouthière était Georges Carthieux, maire de Couches.

### Élections de 1967
| Candidat       | Candidat                        | Parti          | Premier tour | Premier tour | Second tour | Second tour |  |
| Candidat       | Candidat                        | Parti          | Voix         | %            | Voix        | %           |  |
| -------------- | ------------------------------- | -------------- | ------------ | ------------ | ----------- | ----------- |  |
|                | Jean-Claude Servan-Schreiber    | UD-Ve          | 19 862       | 40,99        | 21 625      | 43,79       |  |
|                | Gabriel Bouthière sortant réélu | Radical (FGDS) | 16 811       | 34,69        | 27 764      | 56,21       |  |
|                | Rémy Boutavant                  | PCF            | 11 781       | 24,31        | Retrait     | Retrait     |  |
|                |                                 |                |              |              |             |             |  |
| Inscrits       | Inscrits                        | Inscrits       | 61 913       | 100,00       | 61 899      | 100,00      |  |
| Abstentions    | Abstentions                     | Abstentions    | 12 272       | 19,82        | 11 719      | 18,93       |  |
| Votants        | Votants                         | Votants        | 49 641       | 80,18        | 50 180      | 81,07       |  |
| Blancs et nuls | Blancs et nuls                  | Blancs et nuls | 1 187        | 2,39         | 791         | 1,58        |  |
| Exprimés       | Exprimés                        | Exprimés       | 48 454       | 97,61        | 49 389      | 98,42       |  |

Le suppléant de Gabriel Bouthière était René Beaucarnot, SFIO, ingénieur, maire de Saint-Symphorien-de-Marmagne.

### Élections de 1968
|                | Henri Lacagne élu         | UDR (URP)      | 24 318 | 50,56  |  |  |  |
|                | Gabriel Bouthière sortant | Radical (FGDS) | 13 831 | 28,76  |  |  |  |
|                | Rémy Boutavant            | PCF            | 9 950  | 20,69  |  |  |  |
|                |                           |                |        |        |  |  |  |
| Inscrits       | Inscrits                  | Inscrits       | 61 285 | 100,00 |  |  |  |
| Abstentions    | Abstentions               | Abstentions    | 12 181 | 19,88  |  |  |  |
| Votants        | Votants                   | Votants        | 49 104 | 80,12  |  |  |  |
| Blancs et nuls | Blancs et nuls            | Blancs et nuls | 1 005  | 2,05   |  |  |  |
| Exprimés       | Exprimés                  | Exprimés       | 48 099 | 97,95  |  |  |  |

Le suppléant de Henri Lacagne était Philibert Demeusois, agriculteur à Autun.

### Élections de 1973
| Candidat       | Candidat                    | Parti          | Premier tour | Premier tour | Second tour | Second tour |  |
| Candidat       | Candidat                    | Parti          | Voix         | %            | Voix        | %           |  |
| -------------- | --------------------------- | -------------- | ------------ | ------------ | ----------- | ----------- |  |
|                | Henri Lacagne sortant réélu | UDR (URP)      | 15 810       | 32,28        | 26 180      | 54,62       |  |
|                | Jean Fabre                  | PCF            | 10 792       | 22,04        | 21 748      | 45,38       |  |
|                | Gabriel Bouthière           | Rad (MR)       | 7 323        | 14,95        | Retrait     | Retrait     |  |
|                | Henri Prétet                | RI             | 7 125        | 14,55        | Retrait     | Retrait     |  |
|                | Guy Émorine                 | PS (UGSD)      | 6 990        | 14,27        | Retrait     | Retrait     |  |
|                | Alain Couffrant             | LO             | 933          | 1,91         |             |             |  |
|                |                             |                |              |              |             |             |  |
| Inscrits       | Inscrits                    | Inscrits       | 62 106       | 100,00       | 62 098      | 100,00      |  |
| Abstentions    | Abstentions                 | Abstentions    | 12 095       | 19,47        | 11 585      | 18,66       |  |
| Votants        | Votants                     | Votants        | 50 011       | 80,53        | 50 513      | 81,34       |  |
| Blancs et nuls | Blancs et nuls              | Blancs et nuls | 1 038        | 2,08         | 2 585       | 5,12        |  |
| Exprimés       | Exprimés                    | Exprimés       | 48 973       | 97,92        | 47 928      | 94,88       |  |

Le suppléant de Henri Lacagne était Philibert Demeusois, agriculteur à Autun.

### Élections de 1978
| Candidat       | Candidat            | Parti          | Premier tour | Premier tour | Second tour | Second tour |  |
| Candidat       | Candidat            | Parti          | Voix         | %            | Voix        | %           |  |
| -------------- | ------------------- | -------------- | ------------ | ------------ | ----------- | ----------- |  |
|                | Jean Taulelle       | RPR            | 23 874       | 41,85        | 27 135      | 46,5        |  |
|                | André Billardon élu | PS             | 18 149       | 31,82        | 31 217      | 53,5        |  |
|                | Jean Fabre          | PCF            | 10 896       | 19,1         | Retrait     | Retrait     |  |
|                | Claude Jouffret     | Écologie 78    | 2 598        | 4,55         |             |             |  |
|                | Édouard Silberstein | LO             | 779          | 1,37         |             |             |  |
|                | Jean-Claude Rapon   | UGP            | 749          | 1,31         |             |             |  |
|                |                     |                |              |              |             |             |  |
| Inscrits       | Inscrits            | Inscrits       | 68 827       | 100,00       | 68 801      | 100,00      |  |
| Abstentions    | Abstentions         | Abstentions    | 10 742       | 15,61        | 9 441       | 13,72       |  |
| Votants        | Votants             | Votants        | 58 085       | 84,39        | 59 360      | 86,28       |  |
| Blancs et nuls | Blancs et nuls      | Blancs et nuls | 1 040        | 1,79         | 1 008       | 1,7         |  |
| Exprimés       | Exprimés            | Exprimés       | 57 045       | 98,21        | 58 352      | 98,3        |  |

Le suppléant d'André Billardon était Bernard Loiseau, agent technique à Creusot-Loire, conseiller municipal du Creusot.

### Élections de 1981
|                | André Billardon sortant réélu | PS             | 25 871 | 51,88  |  |  |  |
|                | Gérard Laurent                | RPR (UNM)      | 17 479 | 35,05  |  |  |  |
|                | Robert Lescure                | PCF            | 5 844  | 11,72  |  |  |  |
|                | Édouard Silberstein           | LO             | 672    | 1,35   |  |  |  |
|                |                               |                |        |        |  |  |  |
| Inscrits       | Inscrits                      | Inscrits       | 70 368 | 100,00 |  |  |  |
| Abstentions    | Abstentions                   | Abstentions    | 19 649 | 27,92  |  |  |  |
| Votants        | Votants                       | Votants        | 50 719 | 72,08  |  |  |  |
| Blancs et nuls | Blancs et nuls                | Blancs et nuls | 853    | 1,68   |  |  |  |
| Exprimés       | Exprimés                      | Exprimés       | 49 866 | 98,32  |  |  |  |

Le suppléant d'André Billardon était Bernard Loiseau.

### Élections de 1988
|                | André Billardon sortant réélu | PS              | 23 287 | 50,48  |  |  |  |
|                | Patrick Defontaine            | UDF (CDS) (URC) | 15 712 | 34,06  |  |  |  |
|                | Max Deschampt                 | PCF             | 3 796  | 8,23   |  |  |  |
|                | Robert Lambert                | FN              | 3 338  | 7,24   |  |  |  |
|                |                               |                 |        |        |  |  |  |
| Inscrits       | Inscrits                      | Inscrits        | 68 989 | 100,00 |  |  |  |
| Abstentions    | Abstentions                   | Abstentions     | 21 869 | 31,7   |  |  |  |
| Votants        | Votants                       | Votants         | 47 120 | 68,3   |  |  |  |
| Blancs et nuls | Blancs et nuls                | Blancs et nuls  | 987    | 2,09   |  |  |  |
| Exprimés       | Exprimés                      | Exprimés        | 46 133 | 97,91  |  |  |  |

Le 2 octobre 1992, André Billardon est nommé ministre dans le gouvernement Pierre Beregovoy. Il est remplacé par son suppléant, Bernard Loiseau du 3 novembre 1992 au 1er avril 1993.

### Élections de 1993
| Candidat       | Candidat                | Parti          | Premier tour | Premier tour | Second tour | Second tour |  |
| Candidat       | Candidat                | Parti          | Voix         | %            | Voix        | %           |  |
| -------------- | ----------------------- | -------------- | ------------ | ------------ | ----------- | ----------- |  |
|                | Jean-Paul Anciaux élu   | RPR (UPF)      | 18 128       | 40,07        | 24 804      | 53,41       |  |
|                | André Billardon sortant | PS (ADFP)      | 13 400       | 29,62        | 21 637      | 46,59       |  |
|                | Alain Honoré            | FN             | 5 269        | 11,65        |             |             |  |
|                | Dominique Gressard      | PCF            | 3 127        | 6,91         |             |             |  |
|                | Philippe Perrin         | Les Verts (EÉ) | 2 445        | 5,4          |             |             |  |
|                | Catherine Delitte       | LT-LNÉ         | 1 394        | 3,08         |             |             |  |
|                | René Boudier            | LO             | 906          | 2            |             |             |  |
|                | Alain Marion            | UDI            | 574          | 1,27         |             |             |  |
|                |                         |                |              |              |             |             |  |
| Inscrits       | Inscrits                | Inscrits       | 68 678       | 100,00       | 68 661      | 100,00      |  |
| Abstentions    | Abstentions             | Abstentions    | 20 345       | 29,62        | 18 987      | 27,65       |  |
| Votants        | Votants                 | Votants        | 48 333       | 70,38        | 49 674      | 72,35       |  |
| Blancs et nuls | Blancs et nuls          | Blancs et nuls | 3 090        | 6,39         | 3 233       | 6,51        |  |
| Exprimés       | Exprimés                | Exprimés       | 45 243       | 93,61        | 46 441      | 93,49       |  |

Le suppléant de Jean-Paul Anciaux était le Docteur Philippe Bouthier, conseiller municipal du Creusot.

### Élections de 1997
| Candidat       | Candidat                  | Parti          | Premier tour | Premier tour | Second tour | Second tour |  |
| Candidat       | Candidat                  | Parti          | Voix         | %            | Voix        | %           |  |
| -------------- | ------------------------- | -------------- | ------------ | ------------ | ----------- | ----------- |  |
|                | André Billardon élu       | PS             | 17 017       | 38,08        | 26 556      | 57,13       |  |
|                | Jean-Paul Anciaux sortant | RPR            | 13 622       | 30,49        | 19 925      | 42,87       |  |
|                | Eugène Terret             | FN             | 5 911        | 13,23        |             |             |  |
|                | Michèle Rodier            | PCF            | 3 456        | 7,73         |             |             |  |
|                | Alexis Vachon             | GÉ             | 1 595        | 3,57         |             |             |  |
|                | Nuria Matusinski          | LO             | 1 049        | 2,35         |             |             |  |
|                | Joël Talon                | MPF (LDI)      | 954          | 2,13         |             |             |  |
|                | Xavier Paillard           | US4J           | 657          | 1,47         |             |             |  |
|                | Liliane Reyne-Davanture   | PT             | 423          | 0,95         |             |             |  |
|                |                           |                |              |              |             |             |  |
| Inscrits       | Inscrits                  | Inscrits       | 67 841       | 100,00       | 67 800      | 100,00      |  |
| Abstentions    | Abstentions               | Abstentions    | 20 089       | 29,61        | 18 008      | 26,56       |  |
| Votants        | Votants                   | Votants        | 47 752       | 70,39        | 49 792      | 73,44       |  |
| Blancs et nuls | Blancs et nuls            | Blancs et nuls | 3 068        | 6,42         | 3 311       | 6,65        |  |
| Exprimés       | Exprimés                  | Exprimés       | 44 684       | 93,58        | 46 481      | 93,35       |  |

Le suppléant d'André Billardon était Didier Martinet, traducteur-interprète, maire d'Autun, conseiller général du canton d'Autun-Nord.

### Élections de 2002
| Candidat       | Candidat                    | Parti          | Premier tour | Premier tour | Second tour | Second tour |  |
| Candidat       | Candidat                    | Parti          | Voix         | %            | Voix        | %           |  |
| -------------- | --------------------------- | -------------- | ------------ | ------------ | ----------- | ----------- |  |
|                | Jean-Paul Anciaux élu       | UMP            | 15 881       | 37,29        | 20 636      | 51,59       |  |
|                | Philippe Baumel             | PS             | 11 953       | 28,07        | 19 363      | 48,41       |  |
|                | Pierre de Saint-Léger       | FN             | 4 685        | 11           |             |             |  |
|                | Claudette Brunet-Léchenault | PRG            | 4 023        | 9,45         |             |             |  |
|                | Nicolas Turoman             | PCF            | 1 255        | 2,95         |             |             |  |
|                | Lionel Bescout              | UDF            | 896          | 2,1          |             |             |  |
|                | Maurice Brochot             | LCR            | 772          | 1,81         |             |             |  |
|                | Joëlle Devineau-Juillet     | MPF            | 731          | 1,72         |             |             |  |
|                | Simonne Coste               | LO             | 521          | 1,22         |             |             |  |
|                | Guy Duplatre                | CPNT           | 479          | 1,12         |             |             |  |
|                | Guillaume Bouvard           | Divers         | 443          | 1,04         |             |             |  |
|                | Claude Perraguin            | MNR            | 433          | 1,02         |             |             |  |
|                | Alain Davanture             | PT             | 286          | 0,67         |             |             |  |
|                | Xavier Paillard             | ND             | 229          | 0,54         |             |             |  |
|                |                             |                |              |              |             |             |  |
| Inscrits       | Inscrits                    | Inscrits       | 67 609       | 100,00       | 67 599      | 100,00      |  |
| Abstentions    | Abstentions                 | Abstentions    | 23 742       | 35,12        | 25 607      | 37,88       |  |
| Votants        | Votants                     | Votants        | 43 867       | 64,88        | 41 992      | 62,12       |  |
| Blancs et nuls | Blancs et nuls              | Blancs et nuls | 1 280        | 2,92         | 1 993       | 4,75        |  |
| Exprimés       | Exprimés                    | Exprimés       | 42 587       | 97,08        | 39 999      | 95,25       |  |

La suppléante de Jean-Paul Anciaux était Christiane Ferrari, conseillère municipale du Breuil, éducatrice sportive.

### Élections de 2007
| Candidat       | Candidat                        | Parti          | Premier tour | Premier tour | Second tour | Second tour |  |
| Candidat       | Candidat                        | Parti          | Voix         | %            | Voix        | %           |  |
| -------------- | ------------------------------- | -------------- | ------------ | ------------ | ----------- | ----------- |  |
|                | Jean-Paul Anciaux sortant réélu | UMP            | 18 637       | 45,9         | 21 233      | 51,49       |  |
|                | Évelyne Couillerot              | PS             | 14 040       | 34,58        | 20 006      | 48,51       |  |
|                | Hugues de Noiron                | UDF–MoDem      | 2 106        | 5,19         |             |             |  |
|                | Michel Launay                   | FN             | 1 971        | 4,85         |             |             |  |
|                | Maurice Brochot                 | LCR            | 1 376        | 3,39         |             |             |  |
|                | Geneviève Girault               | Les Verts      | 1 072        | 2,64         |             |             |  |
|                | Simonne Coste                   | LO             | 465          | 1,15         |             |             |  |
|                | Nicole Vlahovic                 | MPF            | 402          | 0,99         |             |             |  |
|                | Alain Davanture                 | PT             | 324          | 0,8          |             |             |  |
|                | Marie-Christine Matarese        | MNR            | 213          | 0,52         |             |             |  |
|                | Jacqueline Béchet               | Divers         | 0            | 0            |             |             |  |
|                |                                 |                |              |              |             |             |  |
| Inscrits       | Inscrits                        | Inscrits       | 66 700       | 100,00       | 66 692      | 100,00      |  |
| Abstentions    | Abstentions                     | Abstentions    | 25 098       | 37,63        | 24 142      | 36,2        |  |
| Votants        | Votants                         | Votants        | 41 602       | 62,37        | 42 550      | 63,8        |  |
| Blancs et nuls | Blancs et nuls                  | Blancs et nuls | 996          | 2,39         | 1 311       | 3,08        |  |
| Exprimés       | Exprimés                        | Exprimés       | 40 606       | 97,61        | 41 239      | 96,92       |  |

### Élections de 2012
| Candidat       | Candidat                  | Parti               | Premier tour | Premier tour | Second tour | Second tour |  |
| Candidat       | Candidat                  | Parti               | Voix         | %            | Voix        | %           |  |
| -------------- | ------------------------- | ------------------- | ------------ | ------------ | ----------- | ----------- |  |
|                | Philippe Baumel élu       | PS                  | 18 504       | 36,57        | 25 914      | 53,78       |  |
|                | Jean-Paul Anciaux sortant | UMP                 | 16 309       | 32,24        | 22 275      | 46,22       |  |
|                | Estelle Arnal             | FN (RBM)            | 8 159        | 16,13        |             |             |  |
|                | Rémy Rebeyrotte           | diss. PS            | 3 736        | 7,38         |             |             |  |
|                | Serge Desbrosse           | PCF (FG)            | 1 742        | 3,44         |             |             |  |
|                | François Lotteau          | EÉLV                | 1 571        | 3,11         |             |             |  |
|                | Marie-Christine Dubois    | NPA (GA, FASE, ALT) | 376          | 0,74         |             |             |  |
|                | Simonne Pallant           | LO                  | 195          | 0,39         |             |             |  |
|                |                           |                     |              |              |             |             |  |
| Inscrits       | Inscrits                  | Inscrits            | 83 735       | 100,00       | 83 724      | 100,00      |  |
| Abstentions    | Abstentions               | Abstentions         | 32 341       | 38,62        | 33 579      | 40,11       |  |
| Votants        | Votants                   | Votants             | 51 394       | 61,38        | 50 145      | 59,89       |  |
| Blancs et nuls | Blancs et nuls            | Blancs et nuls      | 802          | 1,56         | 1 956       | 3,9         |  |
| Exprimés       | Exprimés                  | Exprimés            | 50 592       | 98,44        | 48 189      | 96,1        |  |

### Élections de 2017
|                                                                                 |                                                                                            |                           |                           |                          |                          |
|                                                                                 |                                                                                            | Premier tour 11 juin 2017 | Premier tour 11 juin 2017 | Second tour 18 juin 2017 | Second tour 18 juin 2017 |
|                                                                                 |                                                                                            |                           |                           |                          |                          |
|                                                                                 |                                                                                            | Nombre                    | % des inscrits            | Nombre                   | % des inscrits           |
| Inscrits                                                                        | Inscrits                                                                                   | 82 728                    | 100,00                    | 82 724                   | 100,00                   |
| Abstentions                                                                     | Abstentions                                                                                | 40 969                    | 49,52                     | 46 970                   | 56,78                    |
| Votants                                                                         | Votants                                                                                    | 41 759                    | 50,48                     | 35 754                   | 43,22                    |
|                                                                                 |                                                                                            |                           | % des votants             |                          | % des votants            |
| Bulletins blancs                                                                | Bulletins blancs                                                                           | 793                       | 1,90                      | 3 422                    | 9,57                     |
| Bulletins nuls                                                                  | Bulletins nuls                                                                             | 390                       | 0,93                      | 1 679                    | 4,70                     |
| Suffrages exprimés                                                              | Suffrages exprimés                                                                         | 40 576                    | 97,17                     | 30 653                   | 85,73                    |
|                                                                                 |                                                                                            |                           |                           |                          |                          |
| Candidat Étiquette politique (partis et alliances)                              | Candidat Étiquette politique (partis et alliances)                                         | Voix                      | % des exprimés            | Voix                     | % des exprimés           |
|                                                                                 |                                                                                            |                           |                           |                          |                          |
|                                                                                 | Rémy Rebeyrotte La République en marche                                                    | 13 400                    | 33,02                     | 16 993                   | 55,44                    |
|                                                                                 | Charles Landre Les Républicains                                                            | 7 100                     | 17,50                     | 13 660                   | 44,56                    |
|                                                                                 | Philippe Baumel (député sortant) Parti socialiste                                          | 6 719                     | 16,56                     |                          |                          |
|                                                                                 | Quentin Bijard Front national                                                              | 5 893                     | 14,52                     |                          |                          |
|                                                                                 | Pierre Aceituno La France insoumise                                                        | 3 819                     | 9,41                      |                          |                          |
|                                                                                 | Pierre-Étienne Graffard Europe Écologie Les Verts                                          | 864                       | 2,13                      |                          |                          |
|                                                                                 | France Robert Debout la France                                                             | 789                       | 1,94                      |                          |                          |
|                                                                                 | Serge Desbrosses Parti communiste français                                                 | 576                       | 1,42                      |                          |                          |
|                                                                                 | Murielle Berthelier La France qui ose (Confédération pour l'homme, l'animal et la planète) | 517                       | 1,27                      |                          |                          |
|                                                                                 | Julie Lucotte Lutte ouvrière                                                               | 276                       | 0,68                      |                          |                          |
|                                                                                 | Florence Pandrot Union populaire républicaine                                              | 243                       | 0,60                      |                          |                          |
|                                                                                 | Roland Essayan Alliance écologiste indépendante                                            | 209                       | 0,52                      |                          |                          |
|                                                                                 | Sylvain Garcia Résistons                                                                   | 171                       | 0,42                      |                          |                          |
| Source : Ministère de l'Intérieur - Troisième circonscription de Saône-et-Loire |                                                                                            |                           |                           |                          |                          |

### Élections de 2022
| Résultats des élections législatives des 12 et 19 juin 2022 de la 3e circonscription de Saône-et-Loire |                          |                          |                          |              |              |             |             |
| Candidat                                                                                               | Candidat                 | Parti et coalition       | Nuance                   | Premier tour | Premier tour | Second tour | Second tour |
| Candidat                                                                                               | Candidat                 | Parti et coalition       | Nuance                   | Voix         | %            | Voix        | %           |
| | Rémy Rebeyrotte          | LREM (ENS)               | ENS                      | 12 500       | 31,74        | 18 593      | 53,75       |
| | Sandrine Baroin          | RN                       | RN                       | 10 077       | 25,59        | 16 000      | 46,25       |
| | Richard Béninger         | LFI (NUPES)              | NUP                      | 8 346        | 21,19        |             |             |
| | Charles Landre           | LR (UDC)                 | LR                       | 4 119        | 10,46        |             |             |
| | Anne Bigot               | REC                      | REC                      | 1 614        | 4,10         |             |             |
| | Muriel Berthelier        | LT-LNÉ (TUPV)            | ECO                      | 1 499        | 3,81         |             |             |
| | Julie Lucotte            | LO                       | DXG                      | 638          | 1,62         |             |             |
| | France Robert            | DLF (UPF)                | DSV                      | 590          | 1,50         |             |             |
| Votes valides                                                                                          | Votes valides            | Votes valides            | Votes valides            | 39 383       | 97,11        | 34 593      | 90,13       |
| Votes blancs                                                                                           | Votes blancs             | Votes blancs             | Votes blancs             | 823          | 2,03         | 2 811       | 7,32        |
| Votes nuls                                                                                             | Votes nuls               | Votes nuls               | Votes nuls               | 348          | 0,86         | 978         | 2,55        |
| Total                                                                                                  | Total                    | Total                    | Total                    | 40 554       | 100          | 38 382      | 100         |
| Abstention                                                                                             | Abstention               | Abstention               | Abstention               | 40 609       | 50,03        | 42 798      | 52,72       |
| Inscrits / participation                                                                               | Inscrits / participation | Inscrits / participation | Inscrits / participation | 81 163       | 49,97        | 81 180      | 47,28       |

### Elections de 2024
| Candidat                                                  | Candidat                | Parti          | Premier tour | Premier tour | Second tour | Second tour |  |
| Candidat                                                  | Candidat                | Parti          | Voix         | %            | Voix        | %           |  |
| --------------------------------------------------------- | ----------------------- | -------------- | ------------ | ------------ | ----------- | ----------- |  |
|                                                           | Aurélien Dutremble      | RN             | 23 130       | 42,67        | 26 523      | 50,06       |  |
|                                                           | Rémy Rebeyrotte sortant | RE (ENS)       | 13 606       | 25,10        | 26 458      | 49,94       |  |
|                                                           | Richard Beninger        | LFI (NFP)      | 10 375       | 19,14        | retrait     |             |  |
|                                                           | Charles Landre          | Divers droite  | 5 384        | 9,93         |             |             |  |
|                                                           | France Robert           | DLF            | 783          | 1,44         |             |             |  |
|                                                           | Julie Lucotte           | LO             | 730          | 1,35         |             |             |  |
|                                                           | José Granado            | Divers         | 193          | 0,36         |             |             |  |
|                                                           |                         |                |              |              |             |             |  |
| Inscrits                                                  | Inscrits                | Inscrits       | 80 901       | 100,00       | 80 879      | 100,00      |  |
| Abstentions                                               | Abstentions             | Abstentions    | 24 735       | 30,57        | 24 395      | 30,16       |  |
| Votants                                                   | Votants                 | Votants        | 56 166       | 69,43        | 56 484      | 69,84       |  |
| Blancs et nuls                                            | Blancs et nuls          | Blancs et nuls | 1 965        | 3,5          | 3 503       | 6,2         |  |
| Exprimés                                                  | Exprimés                | Exprimés       | 54 201       | 96,5         | 52 981      | 93,8        |  |
| Source : Législatives 2024 - 3ème circonscription (7103). |                         |                |              |              |             |             |  |

#### Département de Saône-et-Loire
- La fiche de l'INSEE de cette circonscription : « Tableaux et Analyses de la troisième circonscription de Saône-et-Loire », sur insee.fr, site de l'Institut national de la statistique et des études économiques (consulté le 10 juin 2007) [PDF]

- « Tous les députés du département de Saône-et-Loire depuis 1789 », sur assemblee-nationale.fr, site de l'Assemblée nationale française (consulté le 10 juin 2007)

- « Informations contentieuses sur le département de Saône-et-Loire (Élections législatives de 2002) », sur conseil-constitutionnel.fr, site du Conseil constitutionnel (consulté le 13 juin 2007)

#### Circonscriptions en France
- « Carte des circonscriptions législatives en France », sur assemblee-nationale.fr, site de l'Assemblée nationale française (consulté le 20 juin 2007)

- « Résultats électoraux officiels en France », sur interieur.gouv.fr, site du ministère de l'Intérieur (France) (consulté le 13 juin 2007)

- Description et Atlas des circonscriptions électorales de France sur http://www.atlaspol.com, Atlaspol, site de cartographie géopolitique, consulté le 13 juin 2007.